# Serralada Sredinni
La serralada Sredinni (en rus: Срединный хребет) és una serralada que es troba a la península de Kamtxatka, a Rússia. S'estén uns 1.000 km en direcció nord-est a sud-oest pel centre la península i una amplada d'uns 100 km. Està formada per volcans, tant en escut com estratovolcans. El cim més alt de la serralada és l'Itxinski, un estratovolcà d'uns 3.607 metres d'alçada. Està separada de la serralada Oriental, a l'est, per la depressió central de Kamtxatka.
Els volcans estan coberts per petites glaceres, la qual cosa contribueix a la caracterització de Kamtxatka com la regió glacial més extensa del nord-est d'Àsia, amb glaceres que cobreixen aproximadament 592 ± 20,4 km².